# Дорожный (Амурская область)
Дорожный — упразднённый посёлок в Тындинском районе Амурской области России. Исключен из учётных данных в 1976 году.

## География
Посёлок располагался левом берегу реки Малый Уркан, на расстоянии примерно 21 километр (по прямой) к северо-западу от поселка Уркан.

## История
Решением Амурского исполкома от 18 мая 1976 года № 208, посёлок Дорожный исключён из учётных данных как фактически не существующий.